# Jerusalem Challenger 2000
Il Jerusalem Challenger 2000 è stato un torneo di tennis facente parte della categoria ATP Challenger Series nell'ambito dell'ATP Challenger Series 2000. Il torneo si è giocato a Gerusalemme in Israele dal 15 al 20 maggio 2000 su campi in cemento.

## Vincitori

### Singolare
Kevin Ullyett ha battuto in finale  Gianluca Pozzi con il punteggio di 6–4, 6–3

### Doppio
Neville Godwin /  Kevin Ullyett hanno battuto in finale  Noam Behr /  Eyal Ran con il punteggio di 7–6(4), 7–6(3)